# Longitudine galattica
Longitudine galattica (l) è un termine associato al sistema delle coordinate galattiche. 
La longitudine galattica è analoga alla longitudine ma è riferita alla sfera celeste. Viene tracciata su un piano di riferimento ed è misurata come angolo rispetto ad un punto di origine. Il piano utilizzato è il piano galattico ed il punto di origine delle coordinate, corrispondente sia a l=0° sia a l=360°, è il centro galattico (coordinate equatoriali: α=17h 42m 30s, e δ=-28°55'18").
Osservando il piano galattico dal polo nord galattico la longitudine galattica cresce in senso antiorario.